# Single numer jeden w roku 2015 (Japonia)
Notowanie Weekly Singles Chart (jap. 週間シングルチャート Shūkan Shinguru Chāto) przedstawia najlepiej sprzedające się single w Japonii. Publikowane jest ono przez magazyn Oricon Style, a dane kompletowane są przez Oricon w oparciu o cotygodniowe wyniki sprzedaży fizycznej singli. Poniżej znajdują się tabele prezentujące najpopularniejsze single w danych tygodniach w roku 2015.
Notowanie Billboard Japan Hot 100 przedstawia najpopularniejsze single w Japonii. Publikowane jest ono przez magazyn Billboard i Hanshin Contents Link, a dane kompletowane są w oparciu o sprzedaż CD singli (udostępniane przez SoundScan Japan), częstotliwość emitowania piosenek na antenach japońskich stacji radiowych (udostępniane przez firmę Plantech), dane sprzedaży w sklepach internetowych oraz dane sprzedaży z iTunes Japan. Od grudnia 2013 roku Billboard dodało dwa dodatkowe czynniki do listy Japan Hot 100: tweety odnoszące się do utworów z danych Twittera zebrane przez NTT DATA, jak również dane pochodzące z Gracenote – ile razy dana płyta zosbtała włożona do komputera.

## Oricon Weekly Singles Chart
| Data            | Singel                                                                        | Wykonawca                                 | Źródło |
| --------------- | ----------------------------------------------------------------------------- | ----------------------------------------- | ------ |
| 5 stycznia      | „Thank you jan!” (jap. Thank youじゃん!)                                      | Kis-My-Ft2                                | [ 1 ]  |
| 12 stycznia     | „Genki dane ☆” (jap. 元気種☆)                                                 | Kamen Joshi                               | [ 2 ]  |
| 19 stycznia     | „KAGUYA”                                                                      | NEWS                                      | [ 3 ]  |
| 26 stycznia     | „Uchōten” (jap. 有頂天)                                                       | B’z                                       | [ 4 ]  |
| 2 lutego        | „Dead or Alive”                                                               | KAT-TUN                                   | [ 5 ]  |
| 9 lutego        | „Guilty Love”                                                                 | 2PM                                       | [ 6 ]  |
| 16 lutego       | „Zundoko Paradise” (jap. ズンドコ パラダイス)                                 | Johnny’s WEST                             | [ 7 ]  |
| 23 lutego       | „Kioku/Kokoro odoreba” (jap. 記憶/ココロオドレバ)                             | Subaru Shibutani                          | [ 8 ]  |
| 2 marca         | „Karei naru gyakushū/Humor shichau yo” (jap. 華麗なる逆襲/ユーモアしちゃうよ) | SMAP                                      | [ 9 ]  |
| 9 marca         | „Sakura”                                                                      | Arashi                                    | [ 10 ] |
| 16 marca        | „Green Flash”                                                                 | AKB48                                     | [ 11 ] |
| 23 marca        | „KISS KISS KISS”                                                              | KAT-TUN                                   | [ 12 ] |
| 30 marca        | „Inochi wa utsukushii” (jap. 命は美しい)                                      | Nogizaka46                                | [ 13 ] |
| 6 kwietnia      | „Kiss damashii” (jap. Kiss魂)                                                 | Kis-My-Ft2                                | [ 14 ] |
| 13 kwietnia     | „Coquettish jūtai-chū” (jap. コケティッシュ渋滞中)                            | SKE48                                     | [ 15 ] |
| 20 kwietnia     | „Wonderful World/Ça va ? Ça va ?”                                             | Juice=Juice                               | [ 16 ] |
| 27 kwietnia     | „starting over”                                                               | Sandaime J Soul Brothers from EXILE TRIBE | [ 17 ] |
| 4 maja          | „Byō” (jap. 秒)                                                               | HKT48                                     | [ 18 ] |
| 11 maja         | „Chau#/Wo I Need You” (jap. Chau＃/我 I Need You)                             | Hey! Say! JUMP                            | [ 19 ] |
| 18 maja         | „Timeless”                                                                    | V6                                        | [ 20 ] |
| 25 maja         | „Aozora no shimo, kimi no tonari” (jap. 青空の下、キミのとなり)               | Arashi                                    | [ 21 ] |
| 1 czerwca       | „Bokutachi wa tatakawanai” (jap. 僕たちは戦わない)                            | AKB48                                     | [ 22 ] |
| 8 czerwca       | „Bokutachi wa tatakawanai” (jap. 僕たちは戦わない)                            | AKB48                                     | [ 23 ] |
| 15 czerwca      | „Tsuyoku Tsuyoku Tsuyoku” (jap. 強く 強く 強く)                               | Kanjani ∞                                 | [ 24 ] |
| 22 czerwca      | „RED”                                                                         | B’z                                       | [ 25 ] |
| 29 czerwca      | „FOR YOU”                                                                     | Bōdan Shōnen-dan                          | [ 26 ] |
| 6 lipca         | „Chum Chum” (jap. チュムチュム)                                               | NEWS                                      | [ 27 ] |
| 13 lipca        | „Cha-Cha-Cha Champion” (jap. Cha-Cha-Cha チャンピオン)                        | Sexy Zone                                 | [ 28 ] |
| 20 lipca        | „Summer Madness”                                                              | Sandaime J Soul Brothers from EXILE TRIBE | [ 29 ] |
| 27 lipca        | „Durian shōnen” (jap. ドリアン少年)                                           | NMB48                                     | [ 30 ] |
| 3 sierpnia      | „Taiyō Knock” (jap. 太陽ノック)                                               | Nogizaka46                                | [ 31 ] |
| 10 sierpnia     | „Bari Hapi” (jap. バリ ハピ)                                                  | Johnny’s WEST                             | [ 32 ] |
| 17 sierpnia     | „Maemuki Scream!” (jap. 前向きスクリーム!)                                    | Kanjani ∞                                 | [ 33 ] |
| 24 sierpnia     | „Maenomeri” (jap. 前のめり)                                                   | SKE48                                     | [ 34 ] |
| 31 sierpnia     | „I am a HERO”                                                                 | Masaharu Fukuyama                         | [ 35 ] |
| 7 września      | „Halloween Night” (jap. ハロウィン・ナイト)                                   | AKB48                                     | [ 36 ] |
| 14 września     | „Ai o sakebe” (jap. 愛を叫べ)                                                 | Arashi                                    | [ 37 ] |
| 21 września     | „Otherside/Ai ga tomaru made wa” (jap. Otherside/愛が止まるまでは)            | SMAP                                      | [ 38 ] |
| 28 września     | „ALL FOR YOU”                                                                 | GENERATIONS from EXILE TRIBE              | [ 39 ] |
| 5 października  | „SOS/Present” (jap. SOS/プレゼント)                                           | Sekai no Owari                            | [ 40 ] |
| 12 października | „Moonlight walker”                                                            | A.B.C-Z                                   | [ 41 ] |
| 19 października | „Must be now”                                                                 | NMB48                                     | [ 42 ] |
| 26 października | „AAO”                                                                         | Kis-My-Ft2                                | [ 43 ] |
| 2 listopada     | „Kimi Attraction” (jap. キミアトラクション)                                   | Hey! Say! JUMP                            | [ 44 ] |
| 9 listopada     | „Ima, hanashitai dareka ga iru” (jap. 今、話したい誰かがいる)                 | Nogizaka46                                | [ 45 ] |
| 16 listopada    | „Love Me Right ~romantic universe~”                                           | EXO                                       | [ 46 ] |
| 23 listopada    | „Saigo mo yappari kimi” (jap. 最後もやっぱり君)                               | Kis-My-Ft2                                | [ 47 ] |
| 30 listopada    | „Yume o mireba kizutsuku koto mo aru” (jap. 夢を見れば傷つくこともある)       | KinKi Kids                                | [ 48 ] |
| 7 grudnia       | „Shekarashika!” (jap. しぇからしか!)                                          | HKT48 feat. Kishidan                      | [ 49 ] |
| 14 grudnia      | „Samurai Song” (jap. 侍唄)                                                    | Kanjani ∞                                 | [ 50 ] |
| 21 grudnia      | „Kuchibiru ni Be My Baby” (jap. 唇にBe My Baby)                               | AKB48                                     | [ 51 ] |
| 28 grudnia      | „Colorful Eyes” (jap. カラフル Eyes)                                          | Sexy Zone                                 | [ 52 ] |

## BillboardJapan Hot 100
| Data            | Utwór                                                             | Wykonawca                                 | Źródło  |
| --------------- | ----------------------------------------------------------------- | ----------------------------------------- | ------- |
| 5 stycznia      | wstrzymanie publikacji                                            | wstrzymanie publikacji                    |         |
| 12 stycznia     | „Thank you jan!” (jap. Thank youじゃん!)                          | Kis-My-Ft2                                | [ 53 ]  |
| 19 stycznia     | „KAGUYA”                                                          | NEWS                                      | [ 54 ]  |
| 26 stycznia     | „Uchōten” (jap. 有頂天)                                           | B’z                                       | [ 55 ]  |
| 2 lutego        | „Dead or Alive”                                                   | KAT-TUN                                   | [ 56 ]  |
| 9 lutego        | „Guilty Love”                                                     | 2PM                                       | [ 57 ]  |
| 16 lutego       | „Zundoko Paradise” (jap. ズンドコ パラダイス)                     | Johnny’s WEST                             | [ 58 ]  |
| 23 lutego       | „Kioku” (jap. 記憶)                                               | Subaru Shibutani                          | [ 59 ]  |
| 2 marca         | „Karei naru gyakushū” (jap. 華麗なる逆襲)                         | SMAP                                      | [ 60 ]  |
| 9 marca         | „Sakura”                                                          | Arashi                                    | [ 61 ]  |
| 16 marca        | „Green Flash”                                                     | AKB48                                     | [ 62 ]  |
| 23 marca        | „KISS KISS KISS”                                                  | KAT-TUN                                   | [ 63 ]  |
| 30 marca        | „Inochi wa utsukushii” (jap. 命は美しい)                          | Nogizaka46                                | [ 64 ]  |
| 6 kwietnia      | „Kiss damashii” (jap. Kiss魂)                                     | Kis-My-Ft2                                | [ 65 ]  |
| 13 kwietnia     | „Don't look back!”                                                | NMB48                                     | [ 66 ]  |
| 20 kwietnia     | „Maji LOVE Revolutions” (jap. マジLOVEレボリューションズ)         | Juice=Juice                               | [ 67 ]  |
| 27 kwietnia     | „starting over”                                                   | Sandaime J Soul Brothers from EXILE TRIBE | [ 68 ]  |
| 4 maja          | „Hello,world!”                                                    | BUMP OF CHICKEN                           | [ 69 ]  |
| 11 maja         | „Chau#”                                                           | Hey! Say! JUMP                            | [ 70 ]  |
| 18 maja         | „Timeless”                                                        | V6                                        | [ 71 ]  |
| 25 maja         | „Aozora no shimo, kimi no tonari” (jap. 青空の下、キミのとなり)   | Arashi                                    | [ 72 ]  |
| 1 czerwca       | „Bokutachi wa tatakawanai” (jap. 僕たちは戦わない)                | AKB48                                     | [ 73 ]  |
| 8 czerwca       | „Sugar Song to Bitter Step” (jap. シュガーソングとビターステップ) | UNISON SQUARE GARDEN                      | [ 74 ]  |
| 15 czerwca      | „Tsuyoku Tsuyoku Tsuyoku” (jap. 強く 強く 強く)                   | Kanjani ∞                                 | [ 75 ]  |
| 22 czerwca      | „RED”                                                             | B’z                                       | [ 76 ]  |
| 29 czerwca      | „FOR YOU”                                                         | Bōdan Shōnen-dan                          | [ 77 ]  |
| 6 lipca         | „Chum Chum” (jap. チュムチュム)                                   | NEWS                                      | [ 78 ]  |
| 13 lipca        | „Angelic Angel”                                                   | μ’s                                       | [ 79 ]  |
| 20 lipca        | „Summer Madness”                                                  | Sandaime J Soul Brothers from EXILE TRIBE | [ 80 ]  |
| 27 lipca        | „Bokutachi wa hitotsu no hikari” (jap. 僕たちはひとつの光)        | μ’s                                       | [ 81 ]  |
| 3 sierpnia      | „Taiyō Knock” (jap. 太陽ノック)                                   | Nogizaka46                                | [ 82 ]  |
| 10 sierpnia     | „Bari Hapi” (jap. バリ ハピ)                                      | Johnny’s WEST                             | [ 83 ]  |
| 17 sierpnia     | „Maemuki Scream!” (jap. 前向きスクリーム!)                        | Kanjani ∞                                 | [ 84 ]  |
| 24 sierpnia     | „Maenomeri” (jap. 前のめり)                                       | SKE48                                     | [ 85 ]  |
| 31 sierpnia     | „Kimi ga kureta natsu” (jap. 君がくれた夏)                        | Leo Ieiri                                 | [ 86 ]  |
| 7 września      | „Halloween Night” (jap. ハロウィン・ナイト)                       | AKB48                                     | [ 87 ]  |
| 14 września     | „Ai o sakebe” (jap. 愛を叫べ)                                     | Arashi                                    | [ 88 ]  |
| 21 września     | „Otherside”                                                       | SMAP                                      | [ 89 ]  |
| 28 września     | „Torisetsu” (jap. トリセツ)                                       | Kana Nishino                              | [ 90 ]  |
| 5 października  | „SOS”                                                             | Sekai no Owari                            | [ 91 ]  |
| 12 października | „Shin takarajima” (jap. 新宝島)                                   | Sakanaction                               | [ 92 ]  |
| 19 października | „Must be now”                                                     | NMB48                                     | [ 93 ]  |
| 26 października | „AAO”                                                             | Kis-My-Ft2                                | [ 94 ]  |
| 2 listopada     | „Kimi Attraction” (jap. キミアトラクション)                       | Hey! Say! JUMP                            | [ 95 ]  |
| 9 listopada     | „Ima, hanashitai dareka ga iru” (jap. 今、話したい誰かがいる)     | Nogizaka46                                | [ 96 ]  |
| 16 listopada    | „Love Me Right ~romantic universe~”                               | EXO                                       | [ 97 ]  |
| 23 listopada    | „Saigo mo yappari kimi” (jap. 最後もやっぱり君)                   | Kis-My-Ft2                                | [ 98 ]  |
| 30 listopada    | „Christmas Song” (jap. クリスマスソング)                          | back number                               | [ 99 ]  |
| 7 grudnia       | „Christmas Song” (jap. クリスマスソング)                          | back number                               | [ 100 ] |
| 14 grudnia      | „Samurai Song” (jap. 侍唄)                                        | Kanjani ∞                                 | [ 101 ] |
| 21 grudnia      | „Kuchibiru ni Be My Baby” (jap. 唇にBe My Baby)                   | AKB48                                     | [ 102 ] |
| 28 grudnia      | „Colorful Eyes” (jap. カラフル Eyes)                              | Sexy Zone                                 | [ 103 ] |